# Élections législatives nord-coréennes de 1990
Les élections  législatives nord-coréennes de 1990 ont eu lieu le 22 avril 1990. 687 députés ont été élus à la neuvième Assemblée populaire suprême. 

## Déroulement et résultats
La première session a eu lieu du 24 au 26 mai 1990. Sur les 687 députés, les ouvriers représentaient 37 %, les agriculteurs 10,4 % et les femmes 20,1 % (138 sièges). Le Parti social-démocrate de Corée détenait 7,4 % et le Parti Chondogyo-Chong-u détenait 3,2 % des sièges, les deux partis détenant ensemble 10,6 % des sièges. Le Parti du travail de Corée a conservé 83 pour cent des sièges. Parmi les 687 sièges qui constituent le SPA à l'époque, 601 sièges ont été attribués au Parti des travailleurs de Corée (87,5% des sièges), 51 sièges ont été attribués au Parti social-démocrate coréen représentant 7,4% de l'ensemble, 22 sièges ont été attribués alloués au parti chondoïste Chongu représentant 3,2 % d'entre eux et les députés « indépendants » se sont vu attribuer 13 sièges (1,9 % des sièges). Les députés dont l'âge était inférieur à 35 ans représentaient un taux de 2,9 %. Ceux qui avaient entre 36 et 55 ans représentaient un taux de 56,8 %, et ceux qui avaient plus de 55 ans représentaient un taux de 40,3 %. Parmi les élus figuraient Kim Il-sung et Kim Jong-il.
La première session concernait la formation de la Commission de la défense nationale et à l'ordre du jour était « Apportons pleinement les avantages du socialisme dans notre pays ».

## Résultats
|                                                             |                                                             |                           |      |       |        |     |
| Parti ou mouvement                                          | Parti ou mouvement                                          | Parti ou mouvement        | Voix | %     | Sièges | +/- |
|                                                             |                                                             | Parti du travail de Corée |      | 100   | 601    |     |
|                                                             | Parti social-démocrate de Corée                             | 51                        |      | 100   |        |     |
|                                                             | Parti Chondogyo-Chong-u                                     | 22                        |      | 100   |        |     |
|                                                             | Chongryon                                                   | 13                        |      | 100   |        |     |
| Total Front démocratique pour la réunification de la patrie | Total Front démocratique pour la réunification de la patrie | 687                       | 32   | 100   |        |     |
|                                                             |                                                             |                           |      |       |        |     |
| Total                                                       | Total                                                       | Total                     |      | 100   | 687    | 32  |
| Inscrits / participation                                    | Inscrits / participation                                    | Inscrits / participation  |      | 99,78 |        |     |